# Henryk Szlangbaum
Henryk Szlangbaum – postać literacka, jeden z bohaterów powieści Lalka (1890) Bolesława Prusa.
Żyd, przyjaciel Stanisława Wokulskiego jeszcze z Syberii. Czuje się Polakiem, przez pewien czas używał nawet polskiego nazwiska Szlangowski, a za wyparcie się swych żydowskich korzeni zapłacił konfliktem z ojcem (szaradzista i lichwiarz), biedując jako subiekt w sklepach chrześcijańskich. 
Ma pięcioro dzieci, które wychowuje na Polaków. Jednak w czasie nasilenia się nastrojów antysemickich, wraca do żydowskiego nazwiska. Kiedyś zamierzał ochrzcić dzieci, później stwierdza: "zrozumiałem, że jako Żyd, jestem tylko nienawistny dla chrześcijan, a jako meches (przechrzta) byłbym wstrętny i dla chrześcijan i dla Żydów". Postanawia powrócić do społeczności tych drugich, licząc także po cichu na spadek po bogatym ojcu. "Trzeba przecie z kimś żyć". 
Szlangbaum przez długi czas pracował w polskim sklepie, z powodu niechęci Polaków do Żydów został zwolniony, znalazł pracę u Wokulskiego (siódmy subiekt w nowym sklepie), który pozostał jego przyjacielem. Niestety jest w sklepie obiektem złośliwości subiektów, którzy posuwają się do absurdalnych stwierdzeń, że Szlangbaum, który walczył w powstaniu styczniowym i został zesłany na Syberię, narażał życie nie dla Polski, lecz „dla geszeftu” (dla interesu).
Później przejął interesy prowadzone przez Wokulskiego (sklep, spółka).                                                                                            Z lękliwego i cichego subiekta stał się pyszny i bezwzględny wobec dawnych współpracowników.

## Aktorzy grający rolę Henryka Szlangbauma
- Andrzej Płocki, Lalka, film fabularny, Polska, 1968[3].
- Piotr Fronczewski, Lalka, serial telewizyjny, Polska, 1977[4].
- Sebastian Münch (ur. 1981, zm. 2013, absolwent Akademii Muzycznej w Gdańsku), Lalka, musical, Teatr Muzyczny w Gdyni, Polska[5].